# بوابة فيينا

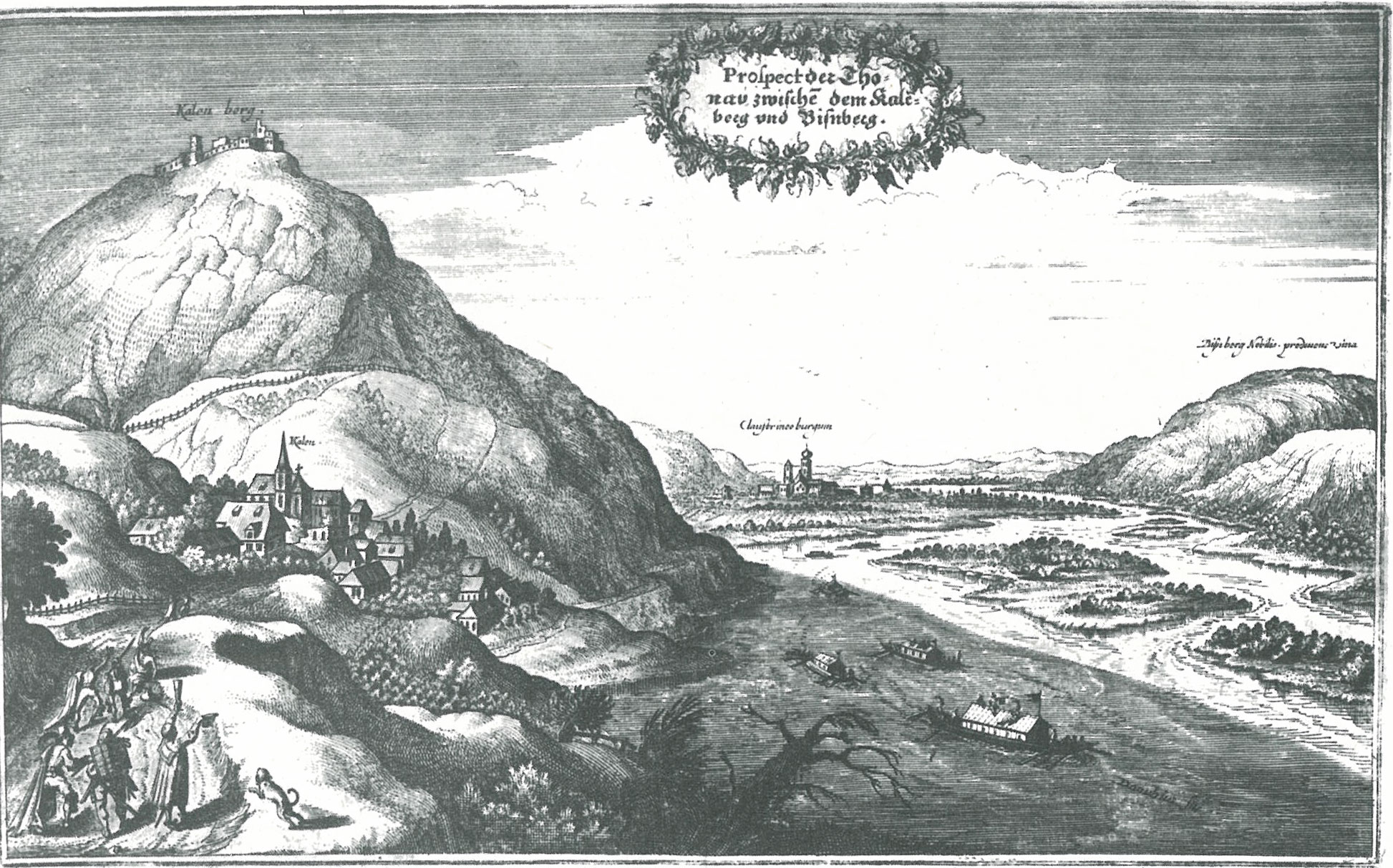
وينر بفورت ، نقش من 1679

بوابة فيينا (بالألمانية: Wiener Pforte)؛ هو الاسم الذي يطلق على اختراق نهر الدانوب من حافة غابة فيينا إلى سهل حوض فيينا. تقع البوابة على حافة فيينا الشمالية الغربية وتتكون من جبل ليوبولدسبيرغ (425 م) على ضفة نهر الدانوب اليمنى (الغربية) وجبل بيسامبرغ (358 م) على الضفة اليسرى، بالقرب من حدود بلديتي كلوسترنويبرغ ولانغينزدورف التابعتين لمقاطعة النمسا السفلى.

## النشوء
تشكلت هذه البوابة الطبيعية منذ حوالي 350.000 عام بفعل التآكل الناتج عن اندفاع نهر الدانوب على طول خط الصدع الجيولوجي بين ما يعرف اليوم بغابة فيينا وجبل بيزامبيرغ، ويعتقد أن نهري كيرلينغ وفايدنباخ كان لهما تأثير مهم في عملية النشوء الاختراق.

## تاريخ
من الناحية التاريخية ، كانت هذه البوابة ذات أهمية كبيرة ، خاصة لحركة المرور بين الغرب والشرق على طول النهر ، وعززت بالتالي تطور مدينة فيينا لتصبح مركزًا للتجارة والنقل، وكذلك لعب التقاء مسار الدانوب مع الطريق التجاري البري القديم المعروف ب"طريق الكهرمان على حافة حوض فيينا الشرقية دورا إضافيا هاما في تعزيز مكانة هذه المنطقة.

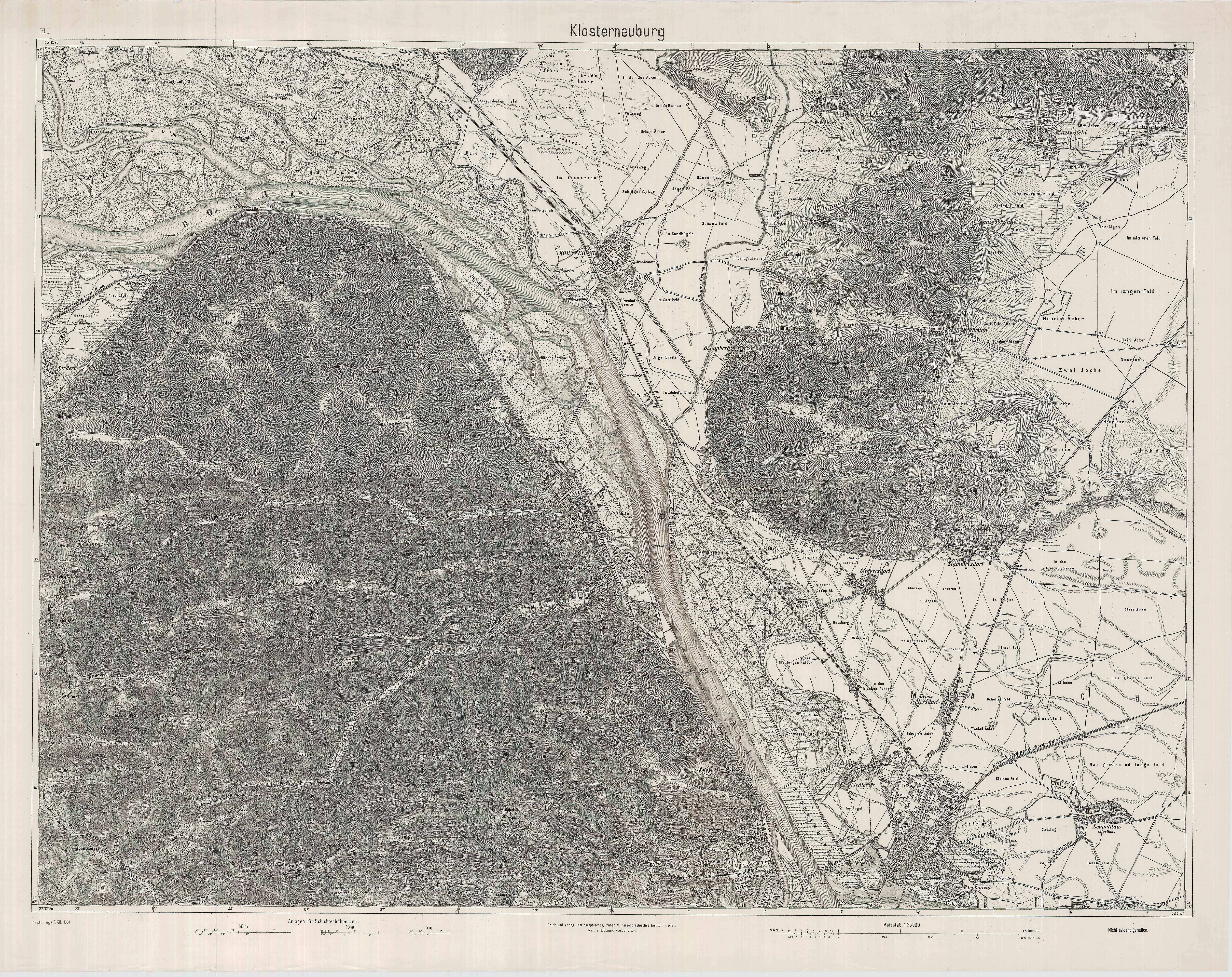
خريطة بوابة فيينا حوالي عام 1900